# Stenolpium rossi
Stenolpium rossi är en spindeldjursart som beskrevs av Beier 1959. Stenolpium rossi ingår i släktet Stenolpium och familjen Olpiidae. Inga underarter finns listade i Catalogue of Life.